# John Joshua Webb
John Joshua Webb (14 de febrero de 1847 - 1882) fue un destacado representante de la ley convertido en pistolero y forajido del Viejo Oeste.

## Primeros años
Webb nació el 14 de febrero de 1847, en el Condado de Keokuk, Iowa, el séptimo de los doce hijos de William Webb Jr e Innocent Blue Brown Webb. Webb se movía con frecuencia en su juventud. La familia se trasladó a Nebraska en 1862, y más tarde a Osage City, Kansas. Webb se dirigió al oeste por su cuenta en 1871, trabajando como un cazador de bisontes y minero en el camino.

## Pistolero
Webb se dirigió hacia Dodge City, Kansas, donde entró en contacto con varias personalidades notables del viejo oeste, incluyendo a Wyatt Earp y Bat Masterson. Mientras estuvo allí, tomó parte como miembro de varios pelotones y se desempeñó periódicamente como diputado. En enero de 1878, Bat Masterson fue el recién nombrado sheriff del Condado de Ford. Masterson diputizó a Webb y otros dos, Kinch Riley y Dave "Perro de las Praderas" Morrow, para rastrear a los delincuentes que habían asaltado un tren.
Uno de esos forajidos era "El Sucio Dave" Rudabaugh. Los diputados encontraron a los bandidos y, durante el arresto, Rudabaugh fue a por su arma, pero fue abrumado por Webb y desarmado. Rudabaugh informó a sus compañeros, y recibieron penas de prisión, mientras que él fue puesto en libertad más tarde.
En septiembre de 1878, los informes exagerados de los ataques cheyenne en la población llevó al gobierno a enviar armas de fuego a Dodge City para ser utilizadas en defensa propia de los ciudadanos. El teniente coronel William Henry Lewis seleccionó a Webb, Bill Tilghman, 
y otros para servir como exploradores del Ejército.
En 1879, Webb fue seleccionado para servir como un asesino a sueldo por Bat Masterson durante la lucha por la Ferrovía Atchison, Topeka y Santa Fe durante las Guerras de las Ferrovías en Royal Gorge, Colorado. Él se trasladó de allí a Las Vegas, Nuevo México, uniéndose a Dave Mather, Doc Holliday y otros, para incluir a Dave Rudabaugh. Poco después de llegar allí, se asoció con Doc Holliday en la gestión de un saloon, donde Doc pasó la mayor parte de su tiempo jugando. El 19 de julio de 1879, los dos estaban sentados cuando un ex explorador del ejército llamado Mike Gordon comenzó a gritar en voz alta a una de las chicas del saloon. Cuando el hombre irrumpió en el saloon, Doc Holliday le siguió. Gordon sacó su pistola y disparó un tiro; fallando. Holliday inmediatamente desenfundó y disparó, matando a Gordon. Holliday fue sometido a juicio por el asesinato, pero fue absuelto, basado en el testimonio de Webb.
En 1880, Webb fue nombrado mariscal de la ciudad de Las Vegas, Nuevo México. Poco después fue nombrado miembro de la Banda de Dodge City, dirigida por el Juez de Paz Hoodoo Brown. La banda participó en varios robos de trenes y diligencias y fueron acusados de haber participado en linchamientos y asesinatos.

## Arresto por asesinato, fuga de la cárcel
El 2 de marzo de 1880, Webb y un ayudante entraron en el Goodlet and Roberts Saloon en Las Vegas, donde observaron a un hombre llamado Michael Killiher, armado con una pistola enfundada. Cuando le ordenaron dejar la pistola, Killiher se negó. Luego desenfundó su pistola, pero Webb rápidamente sacó su propia pistola y le disparó a Killiher tres veces, dos en el pecho y una en la cabeza, causándole la muerte. Aunque aparentemente justificado, los rumores se extendieron rápidamente que JOP Hyman Niell tenía información de que Killiher (un carguero del comercio) tenía en su poder 1900 dólares, y había enviado a Webb a quitárselos.
Si esto era verdad nunca se verificó, pero Webb fue arrestado por el tiroteo. Fue poco después condenado por asesinato y sentenciado a la horca. Es probable que la aversión general de la Banda de Dodge City pesó más en su convicción que su culpabilidad real en este caso en particular. Sin embargo, el 30 de abril de 1880, Dave Rudabaugh y un hombre llamado John Allen irrumpieron en la cárcel para liberar a Webb. La fuga de la cárcel no tuvo éxito, pero Rudabaugh disparó y mató al carcelero, Antonio Lino. Rudabaugh escapó de la captura, pero fue arrestado más tarde, mientras trabajaba con Billy the Kid, el 23 de diciembre de 1880. La sentencia de Webb fue conmutada a cadena perpetua, y él y Rudabaugh fueron encerrados juntos en la cárcel.
Decididos a escapar, Rudabaugh, Webb y otros dos hombres llamado Thomas Duffy y H. S. Wilson, intentaron abrirse camino de nuevo el 19 de septiembre de 1881, pero de nuevo no tuvieron éxito, y Duffy fue asesinado por agentes de la ley. Dos meses más tarde, Rudabaugh, Webb y otros cinco astillaron las rocas de la pared de la cárcel y escaparon con éxito.
Rudabaugh y Webb huyeron a Texas, luego a México, donde se separaron. Rudabaugh fue asesinado poco después. Webb fluyó, cambiando su nombre a "Samuel King" y trabajando para el ferrocarril, eventualmente trasladándose a Winslow, Arkansas, donde murió de viruela en 1882.

## En la cultura popular
- J. J. Webb, junto con Dave Rudabaugh aparecen en el videojuego de 2005 GUN. Al principio ayudan al protagonista, Colton White, a perseguir a uno de los líderes de la Resistencia, José Chávez y Chávez hasta un rancho, donde lo pierden. Colton decide retirarse y aceptarlo, pero Webb y Rudabaugh asesinan a sangre fría a dos personas desarmadas, ocasionando la furia de Colton, quien acaba con los dos. Webb, a diferencia de su compañero, que va a pie, ataca a Colton desde su caballo.